# Список глав правительства Кубы
Список глав правительства Кубы включает лиц, занимавших пост премьер-министра (в 1940—1976 годах и с 2019 года) и председателя Совета министров (в 1976—2019 годах) Кубы. Пост премьер-министра был установлен принятой в 1940 году Конституцией и восстановлен в 2019 году действующей Конституцией страны. В период с 1976 по 2019 год, согласно Конституции 1976 года, пост главы правительства, получивший называние «председатель Совета министров», был объединён с постом председателя Государственного совета Кубы — коллегиального органа, являвшегося коллективным главой государства.
Применённая в первом столбце таблиц нумерация является условной. Также условным является использование в первых столбцах цветовой заливки, служащей для упрощения восприятия принадлежности лиц к различным политическим силам без необходимости обращения к столбцу, отражающему партийную принадлежность. Также отражён различный характер полномочий главы правительства (например, единый срок нахождения во главе правительства Фиделя Кастро в 1959—2008 годах разделён на периоды, когда он являлся премьер-министром и председателем Совета министров. В столбце «Выборы» отражены состоявшиеся выборные процедуры или иные основания, по которым лицо стало главой правительства. Наряду с партийной принадлежностью, в столбце «Партия» также отражён внепартийный (независимый) статус персоналий.

## Премьер-министры Кубы (1940—1976)
Впервые пост премьер-министра был установлен принятой в 1940 году конституцией. Первым премьер-министром стал коммунист Карлос Саладригас-и-Сайяс, представлявший оказавшую поддержку на президентских выборах Фульхенсио Батисте Демократическую социалистическую коалицию.
2 января 1959 года повстанческие войска возглавляемого Фиделем Кастро Движения 26 июля вошли в Гавану, откуда накануне бежал Батиста с функционерами его режима. Революционное правительство во главе с независимым адвокатом Хосе Миро Кардоной было назначено 5 января 1959 года Мануэлем Уррутией Льео, которого провозгласили президентом. 16 февраля 1959 года, после отставки Кардоны, премьер-министром стал Фидель Кастро, остававшийся на этом посту вплоть до его упразднения в 1976 году.
|                    | Портрет                                                                            | Имя (годы жизни) | Полномочия      | Полномочия      | Партия                                                                                 | Выборы        | Пр.                         |
| Начало             | Портрет                                                                            | Имя (годы жизни) | Окончание       |                 | Партия                                                                                 | Выборы        | Пр.                         |
| ------------------ | ---------------------------------------------------------------------------------- | --- | --------------- | --------------- | -------------------------------------------------------------------------------------- | ------------- | --------------------------- |
| 1                  |                                                                                    | Карлос Эдуардо Рамон Саладригас-и-Сайяс (1900—1956) исп. Carlos Eduardo Ramón Saladrigas y Zayas                                                  | 10 октября 1940 | 16 августа 1942 | Революционно-коммунистический союз в составе Демократической социалистической коалиции | 1940          | [ 5 ] [ 8 ]                 |
| 2                  |                                                                                    | Рамон Сайдин-и-Маркес Стерлинг (1895—1968) исп. Ramón Zaydín y Márquez Sterling                                                                   | 16 августа 1942 | 16 марта 1944   | Либеральная партия Кубы в составе Демократической социалистической коалиции            | 1940          | [ 9 ]                       |
| 3                  |                                                                                    | Ансельмо Альегро-и-Мила (1899—1961) исп. Anselmo Alliegro y Milá                                                                                  | 16 марта 1944   | 10 октября 1944 | Либеральная партия Кубы в составе Демократической социалистической коалиции            | 1940          | [ 10 ]                      |
| 4 (I)              |                                                                                    | Феликс Лансис Санчес (1900—1976) исп. Félix Lancís Sánchez                                                                                        | 10 октября 1944 | 13 октября 1945 | Кубинская революционная партия — Истинная                                              | 1944          | [ 11 ]                      |
| 5                  |                                                                                    | Карлос Прио Сокаррас (1903—1973) исп. Carlos Prío Socarrás                                                                                        | 13 октября 1945 | 1 мая 1947      | Кубинская революционная партия — Истинная                                              | 1946          | [ 12 ] [ 13 ]               |
| 6                  |                                                                                    | Рауль Лопес дель Кастильо (1893—1963) исп. Raúl López del Castillo                                                                                | 1 мая 1947      | 10 октября 1948 | Кубинская революционная партия — Истинная                                              | 1948          | [ 14 ]                      |
| 7                  |                                                                                    | Варона, Мануэль Антонио де\|Мануэль Антонио де Варона-и-Лоредо\|en\|Manuel Antonio de Varona}} (1908—1992) исп. Manuel Antonio de Varona y Loredo | 10 октября 1948 | 6 октября 1950  | Кубинская революционная партия — Истинная                                              | 1950          | [ 15 ]                      |
| 4 (II)             |                                                                                    | Феликс Лансис Санчес (1900—1976) исп. Félix Lancís Sánchez                                                                                        | 6 октября 1950  | 1 октября 1951  | Кубинская революционная партия — Истинная                                              | 1950          | [ 11 ]                      |
| 8                  |                                                                                    | Оскар Ганс-и-Лопес Мартинес (1903—1965) исп. Óscar Gans y López Martínez                                                                          | 1 октября 1951  | 10 марта 1952   | Партия прогрессивных действий                                                          | 1950          | [ 14 ]                      |
| 9                  |                                                                                    | Рубен Фульхенсио Батиста-и-Сальдивар (1901—1973) исп. Rubén Fulgencio Batista y Zaldívar урожд. Рубен Сальдивар исп. Rubén Zaldívar               | 10 марта 1952   | 4 апреля 1952   | Партия прогрессивных действий                                                          | [ комм. 5 ]   | [ 16 ] [ 17 ]               |
| пост вакантен      | пост вакантен                                                                      | пост вакантен | 4 апреля 1952   | 24 февраля 1955 |                                                                                        |               |                             |
| 10                 |                                                                                    | Хорхе Гарсиа Монтес-и-Эрнандес (1896—1982) исп. Jorge García Montes y Hernandez                                                                   | 24 февраля 1955 | 26 марта 1957   | Партия прогрессивных действий                                                          | 1954          | [ 18 ]                      |
| 10                 | 1956                                                                               | Хорхе Гарсиа Монтес-и-Эрнандес (1896—1982) исп. Jorge García Montes y Hernandez                                                                   | 24 февраля 1955 | 26 марта 1957   | Партия прогрессивных действий                                                          |               | [ 18 ]                      |
| 11                 |                                                                                    | Андрес Риверо Агуэро (1905—1996) исп. Andrés Rivero Agüero                                                                                        | 26 марта 1957   | 6 марта 1958    | Партия прогрессивных действий                                                          | [ 19 ] [ 20 ] |                             |
| 12                 |                                                                                    | Эмилио Нуньес Портуэндо (1898—1978) исп. Emilio Núñez Portuondo                                                                                   | 6 марта 1958    | 12 марта 1958   | Партия прогрессивных действий                                                          | [ 21 ]        |                             |
| 13                 |                                                                                    | Гонсало Гуэль-и-Моралес де лос Риос (1895—1985) исп. Gonzalo Güell y Morales de los Ríos                                                          | 12 марта 1958   | 1 января 1959   | Партия прогрессивных действий                                                          | [ 14 ]        |                             |
| пост вакантен      | пост вакантен                                                                      | пост вакантен | 1 января 1959   | 5 января 1959   |                                                                                        |               |                             |
| 14                 |                                                                                    | Хосе Миро Кардона (1902—1974) исп. José Miró Cardona                                                                                              | 5 января 1959   | 13 февраля 1959 | независимый                                                                            | [ комм. 10 ]  | [ 22 ]                      |
| должность вакантна | должность вакантна                                                                 | должность вакантна | 13 февраля 1959 | 16 февраля 1959 |                                                                                        |               |                             |
| 15                 |                                                                                    | Фидель Алехандро Кастро Рус (1926—2016) исп. Fidel Alejandro Castro Ruz                                                                           | 16 февраля 1959 | 3 декабря 1976  | Движение 26 июля                                                                       | [ комм. 10 ]  | [ 23 ] [ 24 ] [ 25 ] [ 26 ] |
|                    | Объединённая партия Социалистической Революции Кубы → Коммунистическая партия Кубы | Фидель Алехандро Кастро Рус (1926—2016) исп. Fidel Alejandro Castro Ruz                                                                           | 16 февраля 1959 | 3 декабря 1976  |                                                                                        | [ комм. 10 ]  | [ 23 ] [ 24 ] [ 25 ] [ 26 ] |

## Председатели Совета министров Кубы (1976—2019)
Принятая на прошедшем 15 февраля 1976 года национальном референдуме новая конституция установила новую структуру органов государственного управления Кубы. С 3 декабря 1976 года главой правительства стал председатель Совета министров (исп. Presidente del Consejo de Ministros de Cuba), назначаемый Национальной ассамблеей народной власти (исп. Asamblea Nacional del Poder Popular) и одновременно являющийся председателем постоянного органа Ассамблеи — Государственного совета Кубы. В 2006 году Фидель Кастро в связи со своей болезнью фактически передал полномочия своему брату Раулю, официально ставшему преемником 24 февраля 2008 года. 19 апреля 2018 года новым главой государства и правительства стал Мигель Марио Диас-Канель Бермудес, вскоре осуществивший конституционную реформу.
Курсивом на сером поле показано начало и окончание исполнение Раулем Кастро полномочий за Фиделя Кастро в связи с его болезнью.
|        | Портрет         | Имя (годы жизни)                                                                    | Полномочия     | Полномочия                                        | Партия                       | Выборы                      | Пр.                         |
| Начало | Портрет         | Имя (годы жизни)                                                                    | Окончание      |                                                   | Партия                       | Выборы                      | Пр.                         |
| ------ | --------------- | ----------------------------------------------------------------------------------- | -------------- | ------------------------------------------------- | ---------------------------- | --------------------------- | --------------------------- |
| (15)   |                 | Фидель Алехандро Кастро Рус (1926—2016) исп. Fidel Alejandro Castro Ruz             | 3 декабря 1976 | 24 февраля 2008 (фактически до 31 июля 2006 года) | Коммунистическая партия Кубы | 1976                        | [ 23 ] [ 24 ] [ 25 ] [ 26 ] |
| (15)   | 1981            | Фидель Алехандро Кастро Рус (1926—2016) исп. Fidel Alejandro Castro Ruz             | 3 декабря 1976 | 24 февраля 2008 (фактически до 31 июля 2006 года) | Коммунистическая партия Кубы |                             | [ 23 ] [ 24 ] [ 25 ] [ 26 ] |
| (15)   | 1986            | Фидель Алехандро Кастро Рус (1926—2016) исп. Fidel Alejandro Castro Ruz             | 3 декабря 1976 | 24 февраля 2008 (фактически до 31 июля 2006 года) | Коммунистическая партия Кубы |                             | [ 23 ] [ 24 ] [ 25 ] [ 26 ] |
| (15)   | 1993            | Фидель Алехандро Кастро Рус (1926—2016) исп. Fidel Alejandro Castro Ruz             | 3 декабря 1976 | 24 февраля 2008 (фактически до 31 июля 2006 года) | Коммунистическая партия Кубы |                             | [ 23 ] [ 24 ] [ 25 ] [ 26 ] |
| (15)   | 1998            | Фидель Алехандро Кастро Рус (1926—2016) исп. Fidel Alejandro Castro Ruz             | 3 декабря 1976 | 24 февраля 2008 (фактически до 31 июля 2006 года) | Коммунистическая партия Кубы |                             | [ 23 ] [ 24 ] [ 25 ] [ 26 ] |
| (15)   | 2003            | Фидель Алехандро Кастро Рус (1926—2016) исп. Fidel Alejandro Castro Ruz             | 3 декабря 1976 | 24 февраля 2008 (фактически до 31 июля 2006 года) | Коммунистическая партия Кубы |                             | [ 23 ] [ 24 ] [ 25 ] [ 26 ] |
| и. о.  |                 | Рауль Модестос Кастро Рус (род. 1931) исп. Raúl Modesto Castro Ruz                  | 31 июля 2006   | 24 февраля 2008                                   | Коммунистическая партия Кубы | [ 28 ] [ 30 ] [ 31 ] [ 32 ] |                             |
| 16     | 24 февраля 2008 | Рауль Модестос Кастро Рус (род. 1931) исп. Raúl Modesto Castro Ruz                  | 19 апреля 2018 | 2008                                              | Коммунистическая партия Кубы | [ 28 ] [ 30 ] [ 31 ] [ 32 ] |                             |
| 16     | 24 февраля 2008 | Рауль Модестос Кастро Рус (род. 1931) исп. Raúl Modesto Castro Ruz                  | 19 апреля 2018 | 2013                                              | Коммунистическая партия Кубы | [ 28 ] [ 30 ] [ 31 ] [ 32 ] |                             |
| 17     |                 | Мигель Марио Диас-Канель Бермудес (род. 1960) исп. Miguel Mario Díaz-Canel Bermúdez | 19 апреля 2018 | 21 декабря 2019                                   | Коммунистическая партия Кубы | 2018                        | [ 29 ] [ 33 ]               |

## Премьер-министр Кубы (с 2019)
Принятая на прошедшем 24 февраля 2019 года национальном референдуме Конституция 2019 года восстановила посты президента страны и премьер-министра. Избранный президентом Мигель Марио Диас-Канель Бермудес предложил 21 декабря 2019 года Национальной ассамблее народной власти (исп. Asamblea Nacional del Poder Popular) на этот пост кандидатуру министра туризма Мануэля Марреро Круса.
|        | Портрет | Имя (годы жизни)                                          | Полномочия      | Полномочия  | Партия                       | Пр.           |
| Начало | Портрет | Имя (годы жизни)                                          | Окончание       |             | Партия                       | Пр.           |
| ------ | ------- | --------------------------------------------------------- | --------------- | ----------- | ---------------------------- | ------------- |
| 18     |         | Мануэль Марреро Крус (род. 1963) исп. Manuel Marrero Cruz | 21 декабря 2019 | действующий | Коммунистическая партия Кубы | [ 34 ] [ 35 ] |